# Aleochara coreana

Aleochara coreana (лат.) — вид коротконадкрылых жуков из подсемейства Aleocharinae.

## Распространение
Китай, Корея, Япония.

## Описание
Мелкие коротконадкрылые жуки, длина тела 4—8 мм. От близких видов (A. lata, A. parens, A. discoidea, A. haematoptera и A. laticornis) отличается красными ногами и основаниями усиков, чёрным телом с одноцветными красными надкрыльями и вершиной брюшка. На диске пронотума в задней части два слабых продольных вдавления.  Пронотум поперечный, голова маленькая (меньше ширины переднеспинки), среднегрудь без киля, но с широким округлым отростком. Усики 11-члениковые. Передние, средние и задние лапки 5-члениковые (формула 5-5-5). Нижнечелюстные щупики состоят из 4 члеников (с 5-м псевдосегментом), а нижнегубные — из 3 (с 4-м псевдосегментом).
Тело с боков субпараллельное. Личинки, предположительно, как и другие виды своего рода, являются паразитами пупариев мух (проходят гиперметаморфоз).
Вид был впервые описан в 1926 году, а его валидный статус и синонимизацию с Aleochara lewisia Bernhauer, 1936 подтверждены в ходе ревизии, проведённой в 2016 году японскими энтомологами. Включён в состав номинативного подрода Aleochara s.str. (по признаку маленькой головы и широкого отростка среднегруди) вместе с видами A. curtula, A. clavigera, A. discoidea, A. haematoptera, A. laticornis, A. parens и A. lata.